# Ганскау, Михаил Фёдорович
Михаил Фёдорович Ганскау (7 января 1867—декабрь 1941, Ленинград) — действительный статский советник, сенатор Финляндского Сената. По отцовской линии — внук Якова Федоровича Ганскау, по материнской — внук Якова Ивановича Голубева.

## Биография
Родители: Фёдор Яковлевич Ганскау (1831—1908), участник обороны Севастополя, и Ольга Яковлевна, урожд. Голубева (1840—1897). 
Воспитывался в Императорском училище правоведения, после окончания которого 26.05.1889 г. получил чин титулярного советника и определен в ведомство Министерства юстиции. 12.06.1889 года —командирован в 1-е Уголовное Отделение Департамента Министерства юстиции.
1.01.1893 — награжден орденом Св. Станислава 3-й степени.
25.10.1894 — назначен товарищем прокурора Ярославского Окружного Суда.
12.12.1896 — пожалован чин надворного советника.
5.03.1899 — по прошению уволен со службы и причислен к Министерству юстиции с откомандированием в распоряжение финляндского генерал-губернатора.
12.03.1899 — назначен чиновником особых поручений при канцелярии финляндского генерал-губернатора с приравнением его по чину к помощнику начальника отделения.
14.03.1901 — назначен старшим чиновником особых поручений. 1.04.1901 — награжден орденом Святой Анны 3-й степени.
6.11.1902 — пожалован в коллежские советники, с 28.03.1904 — статский советник.
С 27.03.1906 г. состоял цензором отдела местной хроники в «Финляндской газете»
2.04.1906 — награжден орденом Св. Анны 2-й степени.
С 31.03.1908 — состоял председателем комиссии для обревизования денежных сумм Александровского русского театра в Гельсингфорсе и отчетности об их израсходовании.
29.03.1909 — получил орден Святого Владимира 4-й степени.
12.12.1909 — назначен членом Комитета по изданию «Финляндской газеты»
9.03.1910 — назначен членом Комиссии по выработки законопроекта относительно употребления русского языка в правительственных и общественных учреждениях Финляндского края.
30.12.1910 — назначен вице-директором канцелярии финляндского генерал-губернатора.
25.03.1912 — пожалован в действительные статские советники
7.06.1912 — назначен сенатором и членом Хозяйственного Департамента Императорского Финляндского Сената
6.04.1913 — награжден орденом Св. Владимира 3-й степени.
В марте 1917 года после революции в России подал в отставку.  Жил на улице Большая Зеленина в доме №9. Умер от голода в декабре 1941 года в блокадном Ленинграде. Похоронен на Серафимовском кладбище.

## Семья
Братья и сестры:
- Яков Федорович Ганскау (1858—1923, Ленинград), тайный советник, первоприсутствующий Особого Присутствия Правительствующего Сената. Его жена — Вера Васильевна, урожд. Бажанова (1865—после 1923), дочь протопресвитера В. Б. Бажанова.
- Владимир Федорович Ганскау (1862—1939, Ленинград), окончил Пажеский корпус, подполковник[5]. Был женат первым браком на Ольге Николаевне Бобриковой, дочери Н.И.Бобрикова. Его сыновья от этого брака — Николай (1889–1917) и Владимир (1889–1917), погибли в Первую мировую войну. Второй брак — с Софьей Эдуардовной, урожд. Оппенгейм (1868—1927; в первом браке — жена генерал-майора Бонч-Богдановского). Дочь — Варвара (1905—после 1930), жила в Ленинграде.
- Ольга Федоровна Ганскау (в замуж. Грейм; 1864—1896). Ее муж — Александр Богданович Грейм (1855-1912), сын архитектора Б.Б.Грейма.
- Федор Федорович Ганскау (1869—1909), чиновник по особым поручениям при Ярославском губернаторе, земский служащий в Ярославской, Вологодской губерниях. Жена — Лидия Сергеевна, урожд. Михайлова (1870—1938, Ленинград), дочь Сергея Васильевича Михайлова, предводителя уездного дворянства Борисоглебского уезда Ярославской губернии, председателя Романово-Борисоглебской земской управы[6][7][8]. Сын — Борис Ганскау (1903—1944), погиб на фронте в 1944 году[9].
- Екатерина Федоровна Ганскау (1871—1942, блокадный Лениград). Во время блокады также умерли ее дочери — Наталья Павловна и Варвара Павловна. 1-й брак (с 1895) — Алексей Алексеевич Геринг, 2-й брак (с 1906) — Павел Александрович Вельцин (1856—1916), столоначальник Главного морского штаба, тайный советник.  Сын — Алексей Алексеевич Геринг.
- Дмитрий Федорович Ганскау (1876—1902)

Жена — Наталия Сергеевна Михайлова (1976—1942, Пушкин), дочь Сергея Васильевича Михайлова, предводителя уездного дворянства Борисоглебского уезда Ярославской губернии. 
Дети:
- Федор Михайлович Ганскау (1899—1969, Гатчина). Врач, участник Великой Отечественной войны[11].
- Дмитрий Михайлович Ганскау (1900—1918, Москва).
- Ольга Михайловна Ганскау (1902—1985, Ленинград). Во время Великой Отечественной войны была эвакуирована в Башкирию[12].
- Татьяна Михайловна Ганскау (1906—март 1942), умерла от голода в блокадном Ленинграде[13].
- Андрей Михайлович Ганскау (1908—июль 1941), пропал без вести[14].
- Илья Михайлович Ганскау (1910—январь 1942), умер от голода в блокадном Ленинграде[15].